# Circondario di Albenga
Il circondario di Albenga era uno dei circondari in cui era suddivisa la provincia di Genova.

## Storia
In seguito all'annessione della Lombardia dal Regno Lombardo-Veneto al Regno di Sardegna (1859), fu emanato il decreto Rattazzi, che riorganizzava la struttura amministrativa del Regno, suddiviso in province, a loro volta suddivise in circondari. Il circondario di Albenga fu creato come suddivisione della provincia di Genova; il territorio corrispondeva a quello della vecchia provincia di Albenga del Regno di Sardegna.
Con l'Unità d'Italia (1861) la suddivisione in province e circondari fu estesa all'intera Penisola, lasciando invariate le suddivisioni stabilite dal decreto Rattazzi.
Il circondario di Albenga fu abolito nel 1926, e il suo territorio assegnato al circondario di Savona, tramutato a sua volta pochi mesi dopo nella nuova provincia di Savona.

### Suddivisione amministrativa all'atto dell'istituzione (1859)
- mandamento I di Albenga
  - Albenga, Arnasco, Borghetto Santo Spirito, Campochiesa, Castelbianco, Castelvecchio, Cenesi, Ceriale, Cisano, Erli, Garlenda, Nasino, Onzo, Ortovero, Vendone, Villanova, Zuccarello
- mandamento II di Calizzano
  - Bardineto, Calizzano, Massimino
- mandamento III di Andora
  - Andora, Casanova, Stellanello, Testico, Vellego
- mandamento IV di Finalborgo
  - Calice, Calvisio, Feglino, Finalborgo, Finalmarina, Finalpia, Gorra, Orco, Perti, Rialto, Varigotti, Verzi
- mandamento V di Pietra
  - Bardino Nuovo, Bardino Vecchio, Borgio, Giustenice, Magliolo, Pietra, Ranzi, Tovo, Verezzi, Verzi, Pietra
- mandamento VI di Alassio
  - Alassio, Laigueglia
- mandamento VII di Loano
  - Balestrino, Boissano, Carpe, Loano, Toirano

### Variazioni amministrative
Nel 1869 i comuni di Calvisio, Varigotti e Verzi furono aggregati al comune di Finalpia.